# 2007-es Formula–1 francia nagydíj
A francia nagydíj volt a 2007-es Formula–1-es világbajnokság nyolcadik futama.

## Időmérő edzés
Felipe Massa 1:15,034-es idővel megszerezte a pole-pozíciót, a második Lewis Hamilton, harmadik Kimi Räikkönen lett.
| Hely | Versenyző            | Csapat/Motor       | 1. rész  | 2. rész  | 3. rész  |
| ---- | -------------------- | ------------------ | -------- | -------- | -------- |
| 1    | Felipe Massa         | Ferrari            | 1:15.303 | 1:14.822 | 1:15.034 |
| 2    | Lewis Hamilton       | McLaren-Mercedes   | 1:14.805 | 1:14.795 | 1:15.104 |
| 3    | Kimi Räikkönen       | Ferrari            | 1:14.872 | 1:14.828 | 1:15.257 |
| 4    | Robert Kubica        | BMW Sauber         | 1:15.778 | 1:15.066 | 1:15.493 |
| 5    | Giancarlo Fisichella | Renault            | 1:16.047 | 1:15.227 | 1:15.674 |
| 6    | Heikki Kovalainen    | Renault            | 1:15.524 | 1:15.272 | 1:15.826 |
| 7    | Nick Heidfeld        | BMW Sauber         | 1:15.783 | 1:15.149 | 1:15.900 |
| 8    | Jarno Trulli         | Toyota             | 1:16.118 | 1:15.379 | 1:15.935 |
| 9    | Nico Rosberg         | Williams-Toyota    | 1:16.092 | 1:15.331 | 1:16.328 |
| 10   | Fernando Alonso      | McLaren-Mercedes   | 1:15.322 | 1:15.084 | Váltó    |
| 11   | Ralf Schumacher      | Toyota             | 1:15.760 | 1:15.534 |          |
| 12   | Jenson Button        | Honda              | 1:16.113 | 1:15.584 |          |
| 13   | Rubens Barrichello   | Honda              | 1:16.140 | 1:15.761 |          |
| 14   | Mark Webber          | Red Bull-Renault   | 1:15.746 | 1:15.806 |          |
| 15   | Scott Speed          | Toro Rosso-Ferrari | 1:15.980 | 1:16.049 |          |
| 16   | David Coulthard      | Red Bull-Renault   | 1:15.915 | Váltó    |          |
| 17   | Vitantonio Liuzzi    | Toro Rosso-Ferrari | 1:16.142 |          |          |
| 18   | Alexander Wurz       | Williams-Toyota    | 1:16.241 |          |          |
| 19   | Anthony Davidson     | Super Aguri-Honda  | 1:16.366 |          |          |
| 20   | Christijan Albers    | Spyker-Ferrari     | 1:17.826 |          |          |
| 21   | Adrian Sutil         | Spyker-Ferrari     | 1:17.915 |          |          |
| 22   | Szató Takuma         | Super Aguri-Honda  | 1:16.244 |          |          |

## Futam

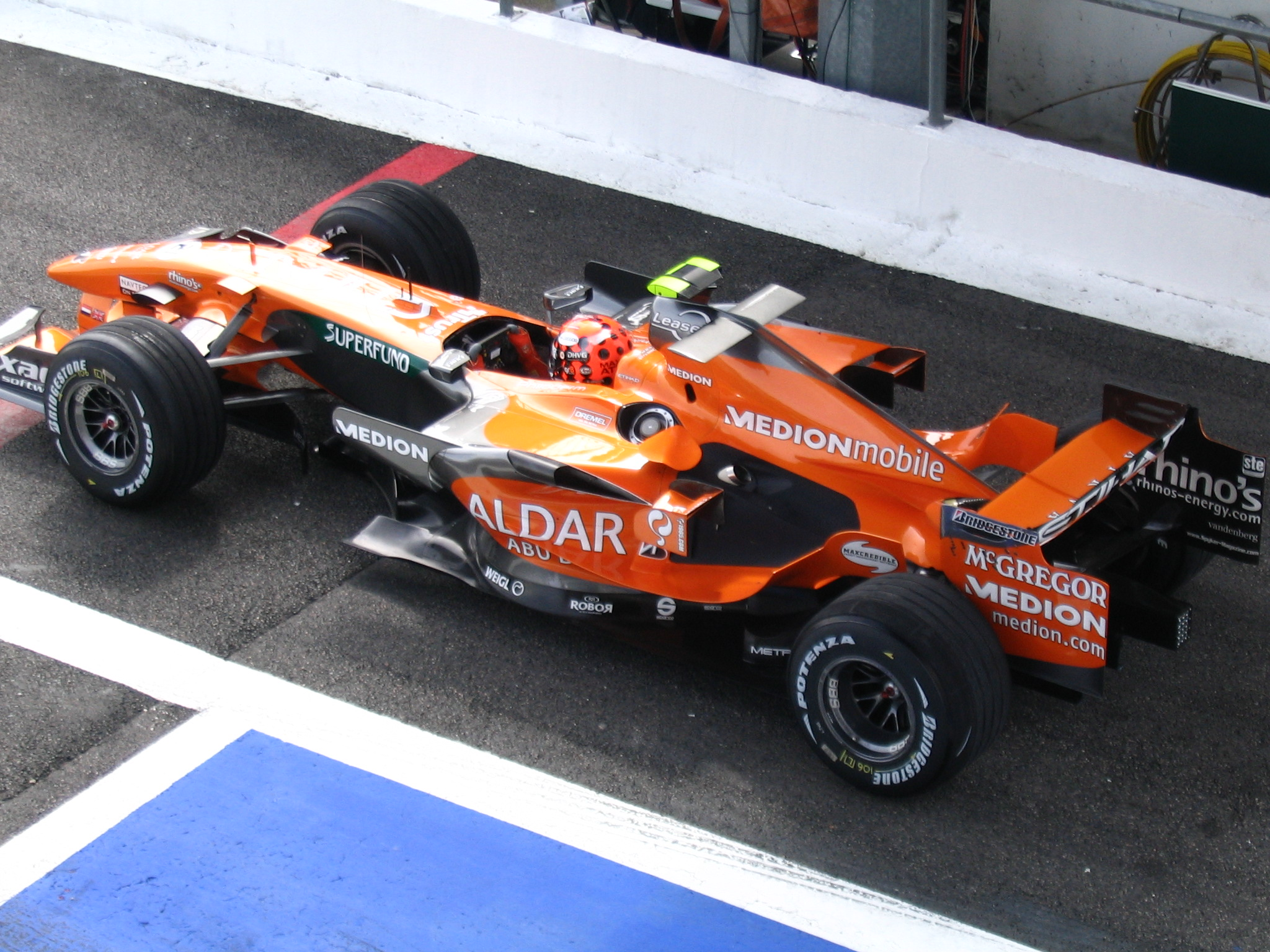
Albers a francia nagydíjon

Räikkönen a rajtnál megelőzte Hamiltont, majd a boxkiállásoknál Massát is. Alonso technikai problémák miatt csak a tizedik helyre tudta kvalifikálni magát. Jarno Trulli, Anthony Davidson és Vitantonio Liuzzi az első körben összeütközött egymással. A holland Christijan Albers, amikor a 30. körben a boxkiállásáról túl hamar elindult, magával húzta a tankolócsövet még bokszutca kijáratánál is tovább, amely elindulása után elszakadt. A Spyker egyik szerelője is elesett a baleset során. Scott Speed volt az ötödik, egyben utolsó kieső a futamon, aki az 55. körben kényszerült feladni a versenyt. A leggyorsabb kört Massa autózta, ideje 1:16,099 volt. A dobogósok utáni pontszerzők Kubica, Heidfeld, Fisichella, Alonso és Jenson Button voltak.
A verseny után Räikkönen 4, Massa 2 ponttal csökkentette hátrányát Hamiltonnal szemben.
| Helyezés | #  | Versenyző            | Csapat/Motor       | Futott körök | Idő/Kiesés oka    | Rajthely | Pont |
| -------- | -- | -------------------- | ------------------ | ------------ | ----------------- | -------- | ---- |
| 1        | 6  | Kimi Räikkönen       | Ferrari            | 70           | 1:30:54.200       | 3        | 10   |
| 2        | 5  | Felipe Massa         | Ferrari            | 70           | +2.414            | 1        | 8    |
| 3        | 2  | Lewis Hamilton       | McLaren-Mercedes   | 70           | +32.153           | 2        | 6    |
| 4        | 10 | Robert Kubica        | BMW Sauber         | 70           | +41.727           | 4        | 5    |
| 5        | 9  | Nick Heidfeld        | BMW Sauber         | 70           | +48.801           | 7        | 4    |
| 6        | 3  | Giancarlo Fisichella | Renault            | 70           | +51.940           | 5        | 3    |
| 7        | 1  | Fernando Alonso      | McLaren-Mercedes   | 70           | +56.516           | 10       | 2    |
| 8        | 7  | Jenson Button        | Honda              | 70           | +58.885           | 12       | 1    |
| 9        | 16 | Nico Rosberg         | Williams-Toyota    | 70           | +1:08.505         | 9        |      |
| 10       | 11 | Ralf Schumacher      | Toyota             | 69           | +1 Kör            | 11       |      |
| 11       | 8  | Rubens Barrichello   | Honda              | 69           | +1 Kör            | 13       |      |
| 12       | 15 | Mark Webber          | Red Bull-Renault   | 69           | +1 Kör            | 14       |      |
| 13       | 14 | David Coulthard      | Red Bull-Renault   | 69           | +1 Kör            | 16       |      |
| 14       | 17 | Alexander Wurz       | Williams-Toyota    | 69           | +1 Kör            | 18       |      |
| 15       | 4  | Heikki Kovalainen    | Renault            | 69           | +1 Kör            | 6        |      |
| 16       | 22 | Szató Takuma         | Super Aguri-Honda  | 68           | +2 Kör            | 22       |      |
| 17       | 20 | Adrian Sutil         | Spyker-Ferrari     | 68           | +2 Kör            | 21       |      |
| Kiesett  | 19 | Scott Speed          | Toro Rosso-Ferrari | 55           | Váltó             | 15       |      |
| Kiesett  | 21 | Christijan Albers    | Spyker-Ferrari     | 28           | Tankolási baleset | 20       |      |
| Kiesett  | 23 | Anthony Davidson     | Super Aguri-Honda  | 1            | Baleset           | 19       |      |
| Kiesett  | 12 | Jarno Trulli         | Toyota             | 1            | Baleset           | 8        |      |
| Kiesett  | 18 | Vitantonio Liuzzi    | Toro Rosso-Ferrari | 0            | Baleset           | 17       |      |

## A világbajnokság élmezőnyének állása a futam után
| H  | Versenyzők           | Pont | H  | Konstruktőrök     | Pont |
| -- | -------------------- | ---- | -- | ----------------- | ---- |
| 1  | Lewis Hamilton       | 64   | 1  | McLaren-Mercedes  | 114  |
| 2  | Fernando Alonso      | 50   | 2  | Ferrari           | 89   |
| 3  | Felipe Massa         | 47   | 3  | BMW Sauber        | 48   |
| 4  | Kimi Räikkönen       | 42   | 4  | Renault           | 24   |
| 5  | Nick Heidfeld        | 30   | 5  | Williams-Toyota   | 13   |
| 6  | Robert Kubica        | 17   | 6  | Toyota            | 9    |
| 7  | Giancarlo Fisichella | 16   | 7  | Red Bull-Renault  | 6    |
| 8  | Heikki Kovalainen    | 12   | 8  | Super Aguri-Honda | 4    |
| 9  | Alexander Wurz       | 8    | 9  | Honda             | 1    |
| 10 | Jarno Trulli         | 7    | 10 |                   |      |
| 11 | Nico Rosberg         | 5    | 11 |                   |      |

## Statisztikák
Vezető helyen:
- Felipe Massa: 40 (1-19 / 23-43)
- Kimi Räikkönen: 30 (20-22 / 44-70)

Kimi Räikkönen 11. győzelme, Felipe Massa 7. pole-pozíciója, 5. leggyorsabb köre.
- Ferrari 196. győzelme.